# Rokayagaun
Rokayagaun (nep. रोकायागाउँ) – gaun wikas samiti w zachodniej części Nepalu w strefie Bheri w dystrykcie Jajarkot. Według nepalskiego spisu powszechnego z 2001 roku liczył on 481 gospodarstw domowych i 2618 mieszkańców (1246 kobiet i 1372 mężczyzn).